# Kiker
Kiker je priimek v Sloveniji, ki ga je po podatkih Statističnega urada Republike Slovenije na dan 1. januarja 2010 uporabljalo 47 oseb.

## Znani nosilci priimka
- Anton Kiker, zdravnik, častni občan Mestne občine Maribor
- Edvard Kiker (1942 - 2020), elektrotehnik, prof., politik...
- Marlenka Habjanič (r. Kiker), arhitektka in konservatorka